# Foz
Foz es un municipio español perteneciente a la provincia de Lugo y la comarca de La Mariña Central, en la comunidad autónoma de Galicia. Foz es un municipio costero, a orillas del mar Cantábrico, en la desembocadura del río Masma, donde se forma la ría de Foz, con una extensión de 100,60 km² y 10 016 habitantes (2018). Limita con los municipios de Burela y Barreiros, y en el interior con los de Lorenzana, Mondoñedo, Valle de Oro, Alfoz y Cervo. Aunque anteriormente Foz fue un pueblo marinero, actualmente la mayor parte de los recursos económicos se obtienen del turismo.

## Toponimia
El nombre de Foz proviene de la palabra latina fauce,[cita requerida] que describe de forma gráfica la desembocadura del río Masma.

## Historia
La fundación de Foz data de época prerromana, como se atestigua por los castros existentes de Fazouro y Pena do Altar. Su fundación puede que se remonte a la época de los ártabros o, según el historiador Amor Meilán, pudo haber sido una factoría establecida por los tartésicos.
Durante el siglo IX el municipio tuvo gran florecimiento debido al establecimiento de la sede episcopal en San Martiño de Mondoñedo.
En la época de los Reyes Católicos, Foz mantuvo ciertos privilegios y exenciones como consecuencia de su importancia comercial.
Durante los siglos XVI y XVII Foz contó con un importante puerto y con uno de los tres astilleros más importantes de Galicia. Armadores y pescadores focenses se dedicaban, fundamentalmente, a la captura de ballenas. Esta importancia pesquera fue decayendo con el tiempo, aunque hoy queda una importante tradición marinera.

## Organización territorial
El municipio está formado por setenta y ocho entidades de población distribuidas en nueve parroquias:
- Cangas (San Pedro)
- Cordido (San Xulián)[5][7]
- Fazouro (Santiago)
- Foz (Santiago)
- Mondoñedo (San Martiño)
- Nois (San Xulián)[5][7]
- Santa Cecilia del Valle de Oro[5][6]
- Valle de Oro (San Acisclo)[5][6]
- Villaronte (San Xoán)[5][6]

## Geografía humana

### Demografía
Cuenta con una población de 10 198 habitantes (INE 2024).
| Gráfica de evolución demográfica de Foz entre 1842 y 2021                                                             |
| |
| Población de derecho según los censos de población del INE. Población de hecho según los censos de población del INE. |

El municipio de Foz tiene censados 10016 habitantes repartidos en todas las parroquias que conforman el municipio (INE: 2018)

### Economía
|                               | % total | % hombres | % mujeres |
| ----------------------------- | ------- | --------- | --------- |
| Tasa de actividad             | 47,7    | 61,8      | 35,0      |
| Tasa de paro                  | 10      | 7,3       | 16,5      |
| Fuente: I.N.E. (España), 2001 |         |           |           |

A continuación se muestra una tabla donde se refleja el número de personas ocupadas en cada sector económico y el porcentaje que representa.
| Sector económico              | N.º total | % total | N.º hombres | % hombres | N.º mujeres | % mujeres |
| ----------------------------- | --------- | ------- | ----------- | --------- | ----------- | --------- |
| Agricultura                   | 321       | 9,0     | 106         | 4,7       | 215         | 16,8      |
| Pesca                         | 232       | 6,5     | 213         | 9,4       | 19          | 1,5       |
| Industria                     | 668       | 18,8    | 595         | 26,1      | 73          | 5,7       |
| Construcción                  | 486       | 13,7    | 459         | 20,2      | 27          | 2,1       |
| Servicios                     | 1.846     | 52,0    | 903         | 39,7      | 943         | 73,8      |
| Total                         | 3.553     | 100     | 2.276       | 100       | 1.277       | 100       |
| Fuente: I.N.E. (España), 2001 |           |         |             |           |             |           |

Según se infiere de la tabla anterior la actividad económica dentro del municipio de Foz se centra mayoritariamente en el sector servicios (52,0%) seguido de la industria (18,8%).

## Patrimonio

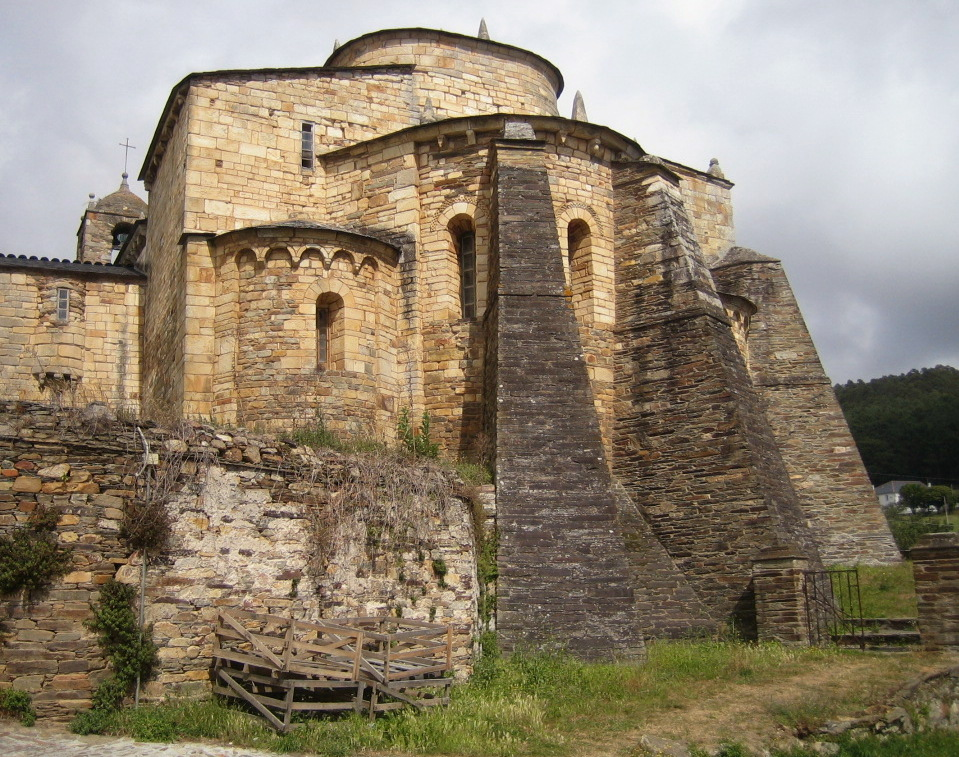
Vista de los absidiolos semicirculares y contrafuertes de San Martiño.

Son de referencia obligada la Basílica de San Martiño y el castro de Fazouro:
- En la parroquia de San Martiño: la Basílica de San Martín de Mondoñedo, situada a unos 5 kilómetros de Foz, es la catedral más antigua que aún se conserva en España, perteneciendo al prerrománico gallego (s. VI). El actual templo está datado entre los siglos IX y XII. Fue sede episcopal desde el año 870 al 1112, momento en el que se traslada la sede a Villamayor de Brea, actual Mondoñedo, cuyo nombre proviene de esta antigua sede. Tomaron posesión de esta catedral 15 obispos a lo largo de esos dos siglos y medio de actividad. Posee pinturas de los siglos XIV a XVI, capiteles historiados, canecillos, antipendio y retablo pétreo.
- El Castro de Fazouro: pertenece al siglo II a. C. Su mayor singularidad es estar situado en un promontorio costero, al este de la playa de Arealonga. Pertenece, por tanto, a los llamados castros marítimos del noroeste ibérico. Tiene una planta adaptada al terreno y su superficie es de uno 700 m².
- Pazo del Conde de Fontao, en Santa Cecilia.
- Bispo Santo

Foz dispone de costa marítima y numerosas playas, entre las que cabe destacar, de este a oeste, A Rapadoira, Llas, Peizás, Pampillosa, Arealonga, As Pólas, Os Xuncos y Areoura, todas ellas declaradas Bandera Azul de la UE. Otras playas son: Fondás, Alemanes y Areura, emplazada esta última en la parroquia de Cangas.

## Medios de Comunicación
- Radio municipal: Radio Foz 107.4 Fm

## Fiestas

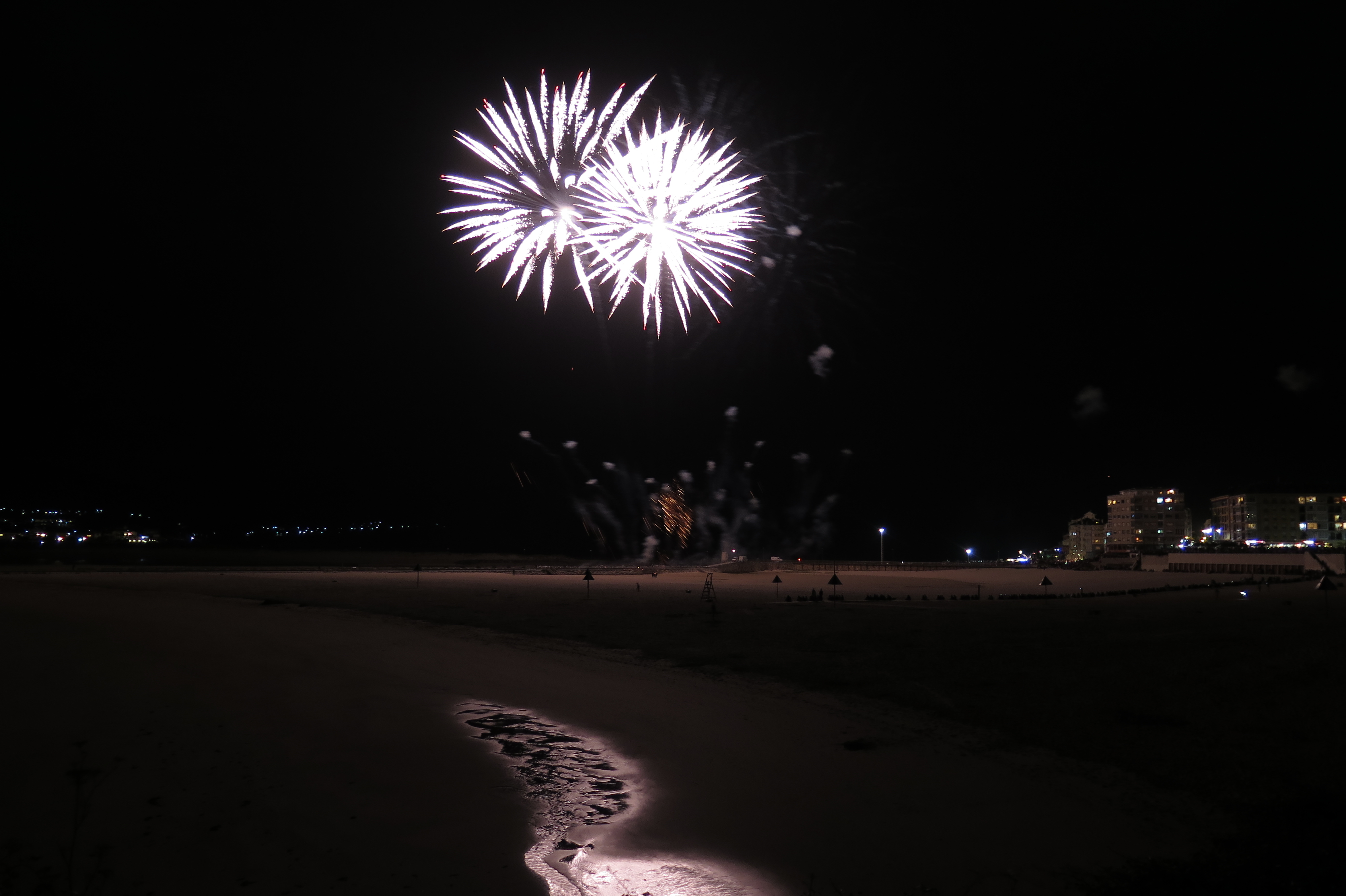
San Lorenzo

- El Carmen (16 de julio). Entre las celebraciones se encuentran la "sardiñada monumental", y la procesión de imágenes sobre las alfombras florales que tapizan las calles del barrio marinero.
- S. Lourenzo (10 de agosto)
- Carnaval (entre los meses de febrero y marzo)
- Romería de O Santo (sábado anterior al lunes de Pentecostés)

### Fiesta Normanda
Historia
Esta fiesta está basada en las antiguas invasiones vikingas al Reino de Galicia, en las cuales una inmensa flota intentó atacar al pueblo lucense de Foz. Los habitantes, atemorizados, subieron a un monte conocido como el Alto de la Grela donde le pidieron ayuda al obispo Gonzalo. Este, para socorrer a su gente recurrió a los milagros. Gonzalo se arrodilló, el cielo empezó a nublarse y el clérigo levantó su bastón y cada vez que se arrodillaba y su báculo tocaba el suelo,  una de las naves se hundía. El obispo hizo esto hasta que todas las naves se hundieron, salvo una a la que dejó marcharse para que diera la voz y nadie volviera al pueblo.
Tras esta acción el obispo fue beatificado y se convirtió en San Gonzalo y el Alto de la Grela fue renombrado con el nombre de O Bispo Santo, donde hay una capilla en honor al clérigo.
Celebración del evento
La Fiesta Normanda en Foz comenzó en el año 2011. La celebración del evento se lleva a cabo el  último o penúltimo fin de semana de agosto, celebrándose los días 22, 23 y 24 aunque en ocasiones se celebró en otras fechas próximas como el 26 o el 27 de agosto. 
El desarrollo de las fiesta es el siguiente:
El primer día por la mañana se abre el mercado medieval que se celebra en la villa y por la noche a las ocho se celebra el pregón de inauguración de apertura de la fiesta, el cual es dado por un personaje ilustre o reconocido de la villa. Al finalizar la introducción de la fiesta se celebra una obra teatral llevada a cabo por los vecinos que representan el desembarco y el hundimiento de las  naves llevado a cabo por San Gonzalo. 
Al día siguiente por la mañana, en la playa focega de Tupide, se recrea el desembarco vikingo y un combate entre la población local y los invasores normandos. A lo largo del día se celebran actividades y juegos y una obra teatral para los más pequeños. Por la noche, después de disfrutar del mercado medieval y de los diversos puestos que podemos encontrar, se celebra un funeral vikingo acompañado de tambores y de la luz de las antorchas.
El último día tras la apertura del mercado medieval por la mañana, a lo largo del día se celebra una serie de juegos para niños y por la tarde se celebra un desembarco igual al del segundo día solo que para niños. También al finalizar la tarde, se celebran una serie de bodas vikingas y por último se realiza la entrega de premios y el sorteo para un crucero.

## Personajes
- Inocencio de la Inmaculada Concepción (1934), Sacerdote, Educador y Protomártir de la Congregación de la Pasión.
- Luísa Castro (1966), escritora.
- Nacho (José Ignacio Fernández Palacios), futbolista.
- Ugía Pedreira (c. 1970-), cantautora española.